# Мелантио
Мелантио (грч. Μελάνθιο) је насељено место у општини Кукуш у периферији Средишња Македонија, Грчка. Према попису из 2021. године било је 80 становника.
Село се раније звало Пазарли. Припадало је групи турских махала Лутица и 1920. године је имало 286 становника. Године 1924. турско становништво је принудно исељено у Турску а на њихово место су насељене грчке избегличке породице из Турске. На попису из 1928. године Мелантио је имао 107 становника.